# Brentford (Dakota del Sud)
Brentford è un centro abitato (town) degli Stati Uniti d'America, situato nella contea di Spink nello Stato del Dakota del Sud.
La popolazione era di 77 persone al censimento del 2010.

## Storia
La città prende il nome da Brentford, in Inghilterra, la casa natale di un funzionario delle ferrovie.

## Geografia fisica
Brentford è situata a 45°09′33″N 98°19′24″W (45.159216, -98.323267).
Secondo lo United States Census Bureau, ha un'area totale di 0,16 miglia quadrate (0,41 km²).

## Società

### Evoluzione demografica
Secondo il censimento del 2010, c'erano 77 persone.

### Etnie e minoranze straniere
Secondo il censimento del 2010, la composizione etnica della città era formata dal 98,7% di bianchi e l'1,3% di due o più etnie.